# 斜塔錯視
斜塔錯視（しゃとうさくし、leaning tower illusion）とは、ピサの斜塔などの斜塔の画像を横に並べることで生じる錯視である。まったく同じ画像を並べているにもかかわらず、斜塔の傾いている側の（右に傾いている画像なら右側の）塔のほうがより傾いて見え、あたかも異なる場所から撮影したようである。この錯視はマギル大学のFrederick Kingdomらによって報告され、2007年の“Best Visual Illusion of the Year”コンテストで優勝した。
論文で著者は、錯視の発生機序について考察している。2つの同一の画像が並ぶことで、視覚系は遠近法的に対応する線が収束することを予測する。ところが、これらの線は物理的には収束していないため、知覚的には線は平行にならず、広がっているように知覚される。
|  |  |